# 就職の赤本
『就職の赤本』（しゅうしょくのあかほん）は、就職活動の準備や受験方法、就職のしくみなどを解説した就職活動の入門書。就職総合研究所の著書で株式会社日本シナプスから電子書籍のみで出版されている。

## 概要
- 「就職の赤本シリーズ」は就職活動の教科書とされ、書籍販売においては累計100万部を超える大ベストセラーとなっている。

## 就職の赤本シリーズ
- 就職の赤本（総合対策書）
- エントリーシート･履歴書･面接の表現術（実践対策書）

## その他
- 「就職の赤本」商標登録番号：4575010号